# ميخائيل بوغز
ميخائيل بوغز (بالإنجليزية: Michael Boggs)‏ هو كاتب أغاني أمريكي، ولد في 8 نوفمبر 1978 في تلسا في الولايات المتحدة.